# Edmar Bacha

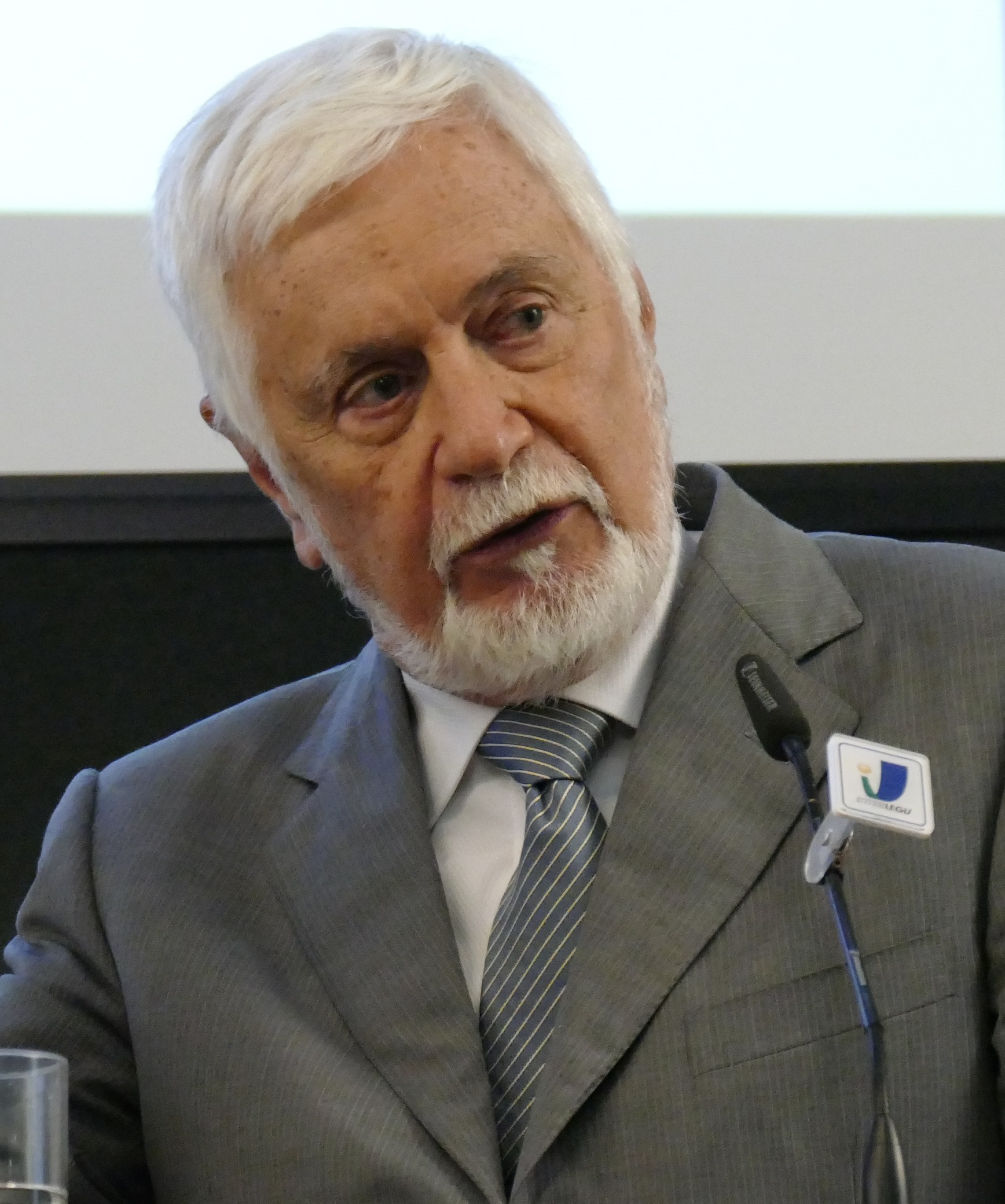
Edmar Lisboa Bacha (2016)

Edmar Lisboa Bacha (* 14. Februar 1942 in Lambari, Minas Gerais) ist ein brasilianischer Wirtschaftswissenschaftler und Schriftsteller, der mit O Rei da Belíndia 1974 ein fabelhaftes Land und Sinnbild Brasiliens schuf. Er fungierte zwischen 1985 und 1986 als Präsident des Instituts für Geografie und Statistik (Instituto Brasileiro de Geografia e Estatística). 1994 war er Mitschöpfer des Plano Real, ein Satz von Maßnahmen, die getroffen wurden, um die brasilianische Wirtschaft Anfang 1994 zu stabilisieren, sowie unter anderem zwischen Januar und November 1995 Präsident der Brasilianischen Entwicklungsbank BNDES. 2012 erschien Belíndia 2.0 mit Fabeln und Essays eines Landes der Kontraste. Er ist seit 2016 Mitglied der Academia Brasileira de Letras (ABL). Mit seinem Buch A crise fiscal e monetária Brasileira erreichte er 2017 den 2. Platz beim Prêmio Jabuti de Literatura in der Kategorie „Economia, Administração, Negócios, Turismo, Hotelaria e Lazer“.

## Leben

### Studium, Promotion und Hochschullehrer
Edmar Lisboa Bacha besuchte von 1948 bis 1951 die Grundschule João Braulio Junior in seinem Geburtsort Lambari sowie zwischen 1952 und 1959 das Colégio Santo Antônio in Belo Horizonte. Danach begann er 1960 ein Studium an der Fakultät für Wirtschaftswissenschaften der Universidade Federal de Minas Gerais (UFMG), das er 1963 mit einem Bachelor (Bacharelado em Ciências Econômicas) beendete. Nach einer Fortbildung von Januar bis Juli 1964 am Fortbildungszentrum für Wirtschaftswissenschaftler (Centro de Aperfeiçoamento de Economistas) der nach dem langjährigen Staatspräsidenten Getúlio Vargas benannten Stiftung Fundação Getúlio Vargas begann er ein postgraduales Studium der Wirtschaftswissenschaften an der Yale University, das er 1965 mit einem Master of Arts (M.A. Economy) sowie 1966 mit einem Master of Philosophy (M.Phil.) abschloss. 1968 erwarb er zudem an der Yale University einen Doctor of Philosophy (Ph.D.) mit der Dissertation An econometric model for the world coffee economy: the impact of Brazilian price policy, in der er sich mit einem Wirtschaftsmodell für die Kaffeewirtschaft und deren Auswirkungen auf die brasilianische Preispolitik befasste.
Im Anschluss arbeitete Bacha von September 1968 bis August 1969 zuerst als Assoziierter Forschungswissenschaftler am Zentrum für Internationale Studien des Massachusetts Institute of Technology (MIT) und übernahm nach seiner Rückkehr nach Brasilien von Dezember 1969 bis September 1971 eine Professur an der Postgraduiertenschule für Wirtschaft in Rio de Janeiro sowie zugleich eine Forschungsstelle am dortigen Institut für Wirtschaft IBE (Instituto Brasileiro de Economia). Daneben war er von 1970 bis 1971 auch als Technischer Berater für Planung und Forschung am Forschungsinstitut des Instituts für Wirtschafts- und Sozialplanung INPES (Instituto de Planejamento Econômico e Socia) tätig. 1972 übernahm er eine Professur für Wirtschaftswissenschaften an der Universidade de Brasília (UnB), an der er bis 1978 lehrte. 1974 schuf er mit O Rei da Belíndia ein fabelhaftes Land und Sinnbild Brasiliens. Während dieser Zeit hatte er zudem zwischen August 1975 und Dezember 1977 eine Gastprofessur an der Harvard University inne und war von 1979 bis 1993 Professor für Wirtschaftswissenschaften an der Päpstlichen Katholischen Universität von Rio de Janeiro PUC/RJ (Pontifícia Universidade Católica do Rio de Janeiro). Daneben übernahm er auch Gastprofessuren an der Columbia University (1983 bis 1984) sowie der Yale University (1984). Er fungierte als Nachfolger von Jessé de Souza Montello zwischen Mai 1985 und seiner Ablösung durch Edson de Oliveira Nunes im November 1986 als Präsident des Instituts für Geografie und Statistik (Instituto Brasileiro de Geografia e Estatística) und war ferner als Gastprofessor an der University of California, Berkeley und der Stanford University (1988 bis 1989) tätig.

### Mitarbeit amPlano Real, Präsident der BNDES und Mitglied der ABL
Im Juni 1993 wurde Edmar Bacha Sonderberater des Finanzministeriums für die Einführung des Plano Real, ein Satz von Maßnahmen, die getroffen wurden, um die brasilianische Wirtschaft zu stabilisieren. An diesem Wirtschaftsplan unter der Leitung von Finanzminister Fernando Henrique Cardoso in der Regierung von Staatspräsident Itamar Franco arbeitete er mit anderen Wissenschaftlern wie Pérsio Arida, André Lara Resende, Gustavo Franco, Pedro Malan, Winston Fritsch und Francisco Pinto bis Dezember 1994 mit. Zugleich übernahm er im September 1993 eine Professur an der Fakultät für Wirtschaft und Verwaltung der Universidade Federal do Rio de Janeiro (UFJR), an der er bis Juli 1997 lehrte. Im Januar 1995 löste er Pérsio Arida als Präsident der Brasilianischen Entwicklungsbank BNDES (Banco Nacional de Desenvolvimento Econômico e Social) ab und bekleidete diese Funktion bis November 1995, woraufhin Luiz Carlos Mendonça de Barros seine Nachfolge antrat.
Danach war Bacha von April 1996 bis Dezember 2010 Leitender Berater der Investmentbank Banco Itaú und zugleich zwischen August 1998 und Juli 2000 Präsident der Wertpapierbranche der Investmentbank BBA sowie im Anschluss von September 2000 bis Juni 2003 Präsident des Nationalen Verbandes der Investmentbanken ANBID (Associação Nacional de Bancos de Investimento), aus der der heutige Verband der Finanz- und Kapitalmarktunternehmen ANBIMA (Associação Brasileira das Entidades dos Mercados Financeiro e de Capitais) hervorging. Zudem war er zwischen 2003 und 2008 auch Mitglied des Verwaltungsrates der Banco Itaú.
Edmar Lisboa Bacha ist seit August 2003 Gründungsdirektor des Instituts für wirtschaftspolitische Studien (Instituto de Estudos de Política Econômica da Casa das Garças), einer in Rio de Janeiro ansässigen Denkfabrik. Daneben wurde im Dezember 2010 Mitglied der Brasilianischen Akademie der Wissenschaften (Academia Brasileira de Ciências). 2012 erschien Belíndia 2.0 mit Fabeln und Essays eines Landes der Kontraste. Er ist als Nachfolger von Evaristo de Morais Filho seit dem 3. November 2016 auch Mitglied der Academia Brasileira de Letras (ABL), in der den nach José Mará da Silva Paranhos benannten 40. Sitz einnahm. Für sein Buch A crise fiscal e monetária Brasileira wurde er 2017 mit dem Prêmio Jabuti de Literatura ausgezeichnet.
Aus seiner Ehe mit Maria Laura Viveiros de Castro Cavalcanti gingen zwei Söhne und zwei Töchter hervor.

## Veröffentlichungen
- Análise Governamental de Projetos de Investimento no Brasil, Mitautoren Aloísio Barbosa Araújo, Milton da Mata und Ruy Modenesi, Rio de Janeiro 1971
- Encargos Trabalhistas e Absorção de Mão-de-Obra no Brasil, Mitautoren Milton da Mata und Ruy Modenesi, Rio de Janeiro 1972
- Sobre a dinâmica de crescimento da economia industrial subdesenvolvida, Brasília 1973
- Os Mitos de uma Década: Ensaios de Economia Brasileira, Rio de Janeiro 1976
- La curva de Kuznets y algo más. Crecimiento y cambios en las desigualdades, Santiago de Chile 1977
- Participação, Salário e Voto: Um Projeto de Democracia para o Brasil, Mitautor Roberto Mangabeira Unger, Rio de Janeiro 1978
- Política Econômica e Distribuição de Renda, Rio de Janeiro 1978
- Introdução à Macroeconomia: Uma Perspectiva Brasileira, Rio de Janeiro 1982
- Análise Macroeconômica: um Texto Intermediário, Rio de Janeiro 1982
- Abertura Financeira ao Exterior. Perspectivas latino-americanas, Rio de Janeiro 1983
- El Milagro y la Crisis: Economia Brasileña y Latinoamericana, Mexiko-Stadt 1986
- A transicao Incomplete. Brasil desde 1945, Mitautor Herbert S. Klein, Rio de Janeiro 1986
- De espaldas a la prosperidad. América Latina y la economía internacional a fines de los ochenta, Mitautor Roberto Bouzas, Buenos Aires 1989
- 150 Anos de Café, Mitautor Robert Greenhill, Rio de Janeiro 1993
- Brasil. Desafios de um país em transformação, Mitautor João Paulo dos Reis Velloso. Rio de Janeiro 1997
- Mercado de capitais e crescimento econômico. Lições internacionais, desafios brasileiros, Rio de Janeiro 2005
- Como reagir à crise? Políticas econômicas para o Brasil, Mitautoren Pedro S. Malan und Ilan Goldfajn, Rio de Janeiro 2009
- Belíndia 2.0: Fábulas e Ensaios sobre o País dos Contrastes, Rio de Janeiro 2012
- A crise fiscal e monetária Brasileira, 2017

in englischer Sprache
- The unequalizing spiral. A first growth model for Belindia, Brasília 1973
- Distribution and growth in Belindia. A structuralist synthesis, Brasília 1974
- Recent Brazilian economic growth and some of its main problems, Brasília 1975
- Models of Growth and Distribution for Brazil, Mitautoren Lance Taylor, Eliana Cardoso und Frank Lysy, New York City 1980
- International financial intermediation. A long and tropical view, Princeton 1982
- Vicissitudes of recent stabilization attempts in Brazil and the IMF alternative, Rio de Janeiro 1982
- Essays on Brazilian Growth, Wages and Poverty, Santiago, Chile 1983
- Social change in Brazil, 1945–1985. The incomplete transition, Mitautor Herbert S. Klein, Albuquerque 1989
- Savings and investment requirements for the resumption of growth in Latin America, Washington, D.C. 1993
- Economics in a Changing World: Development, Trade and the Environment. Proceedings of the Tenth World Congress of the International Economic Association, 1994
- Brasil: A Nova Agenda Social, Mitautor Simon Schwartzman, 2011